# المواقع الإلكترونية للمدارس
المواقع الإلكترونية للمدارس هو أي موقع إلكتروني تم تصميمه وتطويره بواسطة مدرسة أو من أجلها وتشترك العديد من المواقع الإلكترونية المدرسية في خصائص معينة وقد طور بعض المعلمين إرشادات لمساعدة المدارس على إنشاء أفضل مواقع الويب وأكثرها فائدة.
الخدمات التي تقدمها المواقع الإلكترونية المدرسية:
- عرض مشروعات الطلاب
- تقديم معلومات عن الواجبات المنزلية والمهام الدراسية الحالية.
- توجيه الزوار إلى مصادر أخرى على الويب
- توفير منتدى للمعلمين والإداريين والطلاب وأولياء الأمور لتبادل المعلومات مثل الأخبار وتقاويم الأحداث
- تقديم أشخاص لا يعرفون الكثير عن المدرسة (مثل الوالدين أو الطلاب الذين يفكرون في الانتقال إلى المنطقة، وأفراد المجتمع الذين ليس لديهم أطفال، والمدرسون الباحثون عن عمل) إلى الأحداث الحالية والثقافة العامة
- إظهار أن المدرسة ممتازة فيما يتعلق بالعلوم ووسائل الإعلام الجديدة مقارنة بالمدارس التنافسية
- توفير منصة لأنشطة التعلم المدرسي الداخلي
- عرض المناهج الدراسية والدورات
- تزويد الموظفين والطلاب بمدخل أمامي للوثائق والموارد المستضافة محليًا
- إنشاء «هوية الشركة» وإظهارها علنًا.

## الإنشاء والصيانة
يمكن للمدرسة من خلال طرق معينة الاقتراب من مهمة إنشاء موقع إلكتروني وذلك لأنها تعد إحدى المؤسسات التعليمية المهمة ويمكن إدراج الموقع الإلكتروني في المناهج الدراسية إذ يكتسب هذا الابتكار زخما في المدارس حيث يصبح المعلمون أنفسهم أكثر دراية بالتقنيات المعنية.
يمنحك موقع المدرسة فرصًا عديدة لتجربة بيئة تعليمية مثالية إلا أنه يجدر القول بأن أهمية موقع المدرسة ومواردها لتطوير هذه المواقع وصيانتها لا تزال فجوة كبيرة.
1. CMS أو ما يعرف أيضاً بنظام إدارة المحتوى والذي من خلاله يمكن للمدارس استخدام برنامج CMSبسهولة بشكل مجاني تماماً ومفتوح المصدر أو شراء برنامج CMS بنسخته التجارية لتنظيم وعرض معلوماتها على الشبكة العنكبوتية ويمكن هذا البرنامج عادةً كل مسؤول وعضو هيئة التدريس باستخدام اسم المستخدم وكلمة المرور الخاصة به والقدرة على النشر على موقع المدرسة الإلكتروني إذ تميل مواقع المدارس مثل هذا النوع إلى أن تكون الأكبر ضمن نطاقها إلا أن معظم مشرفي المواقع الإلكترونية الخاصة بالمدارس غير مدربين خصيصًا لإدارة نظام إدارة المحتوى فلا يزال يتم الاحتفاظ بكل موقع ويب ثانوي للمدرسة تقريبًا دون استخدام نظام إدارة المحتوى.
2. يوفر موقع المدرسة على الشبكة العنكبوتية إمكانية ممتازة للتعلم ليس فقط لتعلم تصميم مواقع الويب ولكن أيضًا كيفية العمل في مجموعة متعددة الأقران.
3. مشرف الموقع الإلكتروني - تطلب بعض المدارس من أعضاء هيئة التدريس أو أعضاء هيئة التدريس الذين يتمتعون «بالذكاء التكنولوجي» بشكل خاص، أو الذين يعملون في قسم علوم الكمبيوتر الخاص بهم، تصميم مواقع الويب الخاصة بهم وتحديثها لهم في حين أن بعض منسقي التكنولوجيا يقومون بعمل ممتاز في هذا الصدد ولكن يؤمن البعض بأن الحفاظ على موقع المدرسة مهمة كبيرة إلى حد ما لشخص واحد فقط [3] إلا أن مشكلة الصيانة هي أن صيانة موقع المدرسة يستغرق عدة ساعات على الأقل في الأسبوع مما يجعله وقتاً كبيراً ولكن في معظم الحالات يتم دفع أجور الموظفين لمدة ساعة أو ساعتين فقط.

وسواء كان الأمر يتعلق بالإرشاد المدرسي أو الحركة التربوية أوالطالب أو المعلومات الأخرى ذات الصلة، فيجب تحديثها في الوقت المحدد وفي الوقت المناسب لجذب المزيد من الطلاب المهتمين للتقدم.

## العقبات والإمكانيات
يمكن لموقع المدرسة أن يحفز حركة التدريس والدراسة والاتصال مما يحفز عملية التعليم والإنجاز إلا أن البعض يشعر بالارتباك حول ما يجعل موقع مدرسة فعال ومذهل لمواجهة التقدم التكنولوجي ولكن لا يزال هدف استخدام موقع المدرسة على الإنترنت قيد التطوير.
مواقع الويب الخاصة بالمدارس ولا سيما في القطاع العام والتي تعد غير متطورة بشكل عام وكان نقص الخبرة لدى أعضاء هيئة التدريس غير الفعالين عاملا مساهما في ذلك، ولم تتخذ مؤسسات كثيرة أي إجراء لجعل وجودها على الشبكة ذات أولوية إذ تعتبر هذه المدارس نفسها «ممتدة» فيما يتعلق بالميزانيات والوقت. وفي بعض الأحيان تتوفر المهارات المطلوبة في هيئة التدريس ولكن استثمار وقتهم لا يتم تعويضه بشكل كاف، كما هو مذكور أعلاه.
ويعكس هذا النقص العام في التزام المدارس بالإنترنت تصوراً محدوداً لقدرتها على توفير النتائج التعليمية للمجتمع المدرسي إذ يُنظر إلى «موقع المدرسة الإلكتروني» على أنه الشكل العام للمدرسة وهي رسالة إخبارية أو إعلان أكثر تطوراً ولذلك لا تعطى الأولوية في هذا الصدد وهناك الآن اهتمام متزايد بفوائد التعلم الملموسة التي يمكن أن يولدها الموقع الشبكي للمدرسة ليس هذا فحسب بل والقدرة التي يتيحها موقع الويب لتبسيط الوصول إلى المعلومات داخل وبين الكليات والمدارس والأقسام التعليمية والمعلمون وتعد الكليات المعزولة تقليديًا قادرة على الربط بين الأفكار والموارد بطرق تحمل التنمية المهنية الحقيقية.

## الاتصالات
ويعد الموقع المدرسي الإلكتروني أداة اتصال بين المدرسة والمجتمع ومع ذلك يمكن أن يمتد مداه إلى ما وراء خطوط المنطقة أو الدولة بأسرها ويمكن استخدام موقع المدرسة على شبكة الإنترنت من قبل العديد من المجموعات مثل الموظفين الإدارة، والآباء والطلاب، والمجتمع، والإمكانات، وكذلك الطلاب السابقين والخريجين وحتى عبر خطوط الدولة يمكن لموقع المدرسة ربط مجموعات من التركيبة السكانية مثل الخريجين الذين يعيشون الآن عبر البلاد بحثا عن معلومات عن حفلات لم الشمل المقبلة.
ويجب أن يحافظ موقع المدرسة على التواصل والتفاعل بين الطلاب وأولياء الأمور كي لا يكونوا مجرد عرض آلي مما يؤثر سلباً على حيويتهم وعلى الرغم من أن الموقع الإلكتروني للمدرسة ليس مطلوبًا لتقديم خدمة عملاء على مدار 24 ساعة مثل المواقع الإلكترونية التجارية ولكن على الأقل يجب أن تكون هناك وظيفة «محادثة عبر الإنترنت» لتسهيل الطلاب وأولياء الأمور لطرح الأسئلة أو الاقتراحات ثم الرد بسرعة.

## السلامة الإلكترونية والتلاميذ
و ينبغي تناول السلامة الإلكترونية (الأمان الإلكتروني) في الفصول الدراسية، سواء مباشرة في دروس الحوسبة أو عندما يتعلق الأمر باستخدام تكنولوجيا المعلومات في مواضيع أخرى والذي بدورة يؤدي إلى تعزيز السلوك الآمن عبر الإنترنت بشكل مستمر ويشير انتشار تكنولوجيا المعلومات إلى أن الرسائل المتعلقة باستخدامها يجب أن تكون شائعة لكي يكون لها تأثير.
تختلف المواقف في المنزل تجاه السلامة الإلكترونية اختلافًا كبيرًا داخل الفصل الدراسي وذلك لأن جميع التلاميذ مختلفون وكذلك تجارب الأطفال بين زملائهم لذلك من المهم البدء باكتشاف ما يهتم به التلاميذ وما يفعلونه على الإنترنت، وما هو مسموح به في المنزل ومن هذا الإطار يمكن أن يكون هذا مكانًا مناسباً لبدء مناقشة حول ما يحدث عبر الشبكة العنكبوتية.
يفتقر الأطفال إلى تعلم كثير من المهارات الأساسية أينما كانوا مثل كيفية تصفية نشاطهم على الإنترنت بحيث لا يتخلوا عن المعلومات الشخصية، وتصفية أنواع معينة من الرسائل الواردة المهمة، والإبلاغ عن السلوك غير اللائق أو غير القانوني وجميهخا تعد ضمن نطاق المهارات الحيوية للأطفال ويعد الاعتراف بالسلوك غير اللائق والاستجابة له أكثر من مجرد نهج غير لائق من البالغين وفي حين أن هناك منافذ تعد محتملة للإبداع والتعبير عن الذات مثل وسائل الإعلام الاجتماعية والألعاب عبر الإنترنت إلا أنها قد تحتوي أيضًا على بعض الثقافات الفرعية المشبعة بالتنمر والتحيز ويعد من أهم المهارات القيمة في الحياة هو تعلم التعامل مع هذا بأمان
وبالرغم من أن الجانب الآخر هو أهمية المنافسة في سوق التعليم إلا أنه مع تطور الإنترنت وتغيير مفاهيم التعلم لدى الناس، لم يعد التعليم المدرسي المحتوى الأهم بل الانضمام إلى المنافسة والسوق هو الخيار الأفضل ولأن الإنترنت يمكن التعليم بمقابلة المستخدمين ليس في منطقة أو دولة معينة فحسب بل في جميع أنحاء العالم ولذلك ويتطلب ذلك حاجة المدرسة إلى تكييف الطلب في السوق وتوجيهه، وإلا فسوف يهجر ويعد بناء موقع المدرسة إحدى الوسائل الفعالة لهذه المسابقة. 